# Pascale Mormiche
Pascale Mormiche née en 1961 est une historienne française. Elle s'intéresse à l'éducation des élites françaises, des princes et des princesses à la cour de France aux XVIIe et XVIIIe siècles.

## Biographie
Pascale Mormiche est agrégée d'Histoire de l'Université. En 2005, elle soutient sa thèse L'éducation des princes français de Louis XIII à Louis XVI, en Histoire moderne, à l'Université de Versailles-Saint-Quentin-en-Yvelines. Sa thèse est publiée en 2009 sous le titre de Devenir prince, l'école du pouvoir. 
Elle collabore au Centre de recherche du château de Versailles. 
Elle enseigne à l’Université de Cergy-Pontoise.
En 2018, elle publie Le petit Louis XV. Enfance d’un prince, genèse d’un roi (1704-1725). Cette étude s'attache à reconsidérer l’enfance de Louis XV.
En 2022, elle publie Donner vie au royaume. Dans ce travail de recherche, elle étudie 150 grossesses princières à la cour de France. Les grossesses des princesses et des reines sont une préoccupation centrale dans les cours princières. Les corps des reines sont affaire d'État. Les retards de règles sont commentés jusque dans les ambassades européennes. C'est la première publication sur ce sujet.
Elle travaille sur les matières et contenus scolaires enseignées aux princes (géographie, histoire, dessin, astronomie), sur les ouvrages publiés à cet usage,  sur l'apprentissage du comportement de la représentation princière et la gestion corporelle, mais également sur les réseaux de cour, s'appliquant à montrer l'importance des emplois féminins à Versailles dans la Maison des Enfants de France, gouvernantes, nourrices, sages-femmes notamment. 
Elle est membre du comité scientifique de l'association Cour de France.fr, membre de l'association Mnémosyne, de la Société d'Histoire de la Naissance (SHN) et de la Société internationale pour l'étude des femmes de l'Ancien Régime. 
Elle est membre de l'Académie des sciences morales, des lettres et des arts de Versailles depuis 2010.  
Elle est membre fondatrice de l'Amap des Jardins de Cérès en 2001 sur le Plateau de Saclay et de l'Epi Castelfortain, une première épicerie participative en 2015. 

## Publications
- Devenir prince : l'école du pouvoir en France, XVIIe – XVIIIe siècles, Paris, CNRS, 2013, 645 p. (ISBN 978-2-271-08333-3)
- Le petit Louis XV : enfance d'un prince, genèse d'un roi, 1704-1725, Ceyzérieu, Champ Vallon, 2018, 421 p. (ISBN 979-10-267-0739-4)
- Naissance et petite enfance à la cour de France, Moyen-Âge-XIXe siècle, en collaboration avec Stanis Perez, 2016, Presses universitaires du Septentrion, Villeneuve d’Ascq.
- Donner vie au royaume : grossesses et maternités à la cour, XVIIe – XVIIIe siècle, Paris, CNRS, 2022, 503 p. (ISBN 978-2-271-13978-8)

Articles:
- « Le cardinal de Fleury et l’éducation de Louis XV d’après l’Abrégé de l’histoire de France, rois de la première et de la deuxième race », dans Les princes et l’histoire, colloque organisé par l’Université de Versailles-Saint-Quentin et l’Institut Historique Allemand, Paris-Versailles, mars 1996, Bouvier, Bonn, 1998, p. 573-589.
- « Enfance, Enfances de princes français XVIIe et XVIIIe siècles », Ecole Française de Rome et La Sapienza Università di Roma, «Il posto dei bambini Infanzia ed età adulta tra Medioevo ed età contemporanea », 5-6 Octobre 2009, Mélanges de l’Ecole Française de Rome, MEFRIM, 123-2, 2011, p. 395-407. https://journals.openedition.org/mefrim/620?lang=it
- « Le parcours éducatif d’un prince de sang très surveillé : Louis III de Bourbon-Condé, 1684-1688 », dans Vormoderne Bildungsgänge. Selbst- und Fremdbeschreibungen in der Frühen Neuzeit Les parcours éducatifs au Moyen Âge et à l’époque moderne : descriptions par soi-même ou par autrui, 12e Colloque: Histoire de l’éducation avant 1750 organisé par Jean Luc Le Cam (Univ. Bretagne Occidentale), Juliane Jacobi, Hans-Ulrich Musolff (dir.), ZIF, Centre de Recherche Interdisciplinaire de l’Université de Bielefeld, (Beiträge zur Historischen Bildungsforschung, Band 41), 297 p. Böhlau: Köln, octobre 2010, p. 244-262. https://cour-de-france.fr/histoire-et-fonction/education-formation-et-traites/etudes-modernes/article/le-parcours-educatif-de-louis-iii-de-bourbon-conde-1680
- « Eduquer un roi ou l’histoire d’une modification progressive du projet pédagogique pour Louis XV (1715-1722)», Journée d’étude à l’occasion de la publication de l’Abrégé d’histoire de France par le cardinal de Fleury, dirigé par Chantal Grell (UVSQ), Peter Campbell (Université du Sussex) et Diego Venturino (Metz), avril 2005-CRCV. Revue de l’histoire de l’éducation, n°132, oct-dec 2011, p. 17-47. https://journals.openedition.org/histoire-education/2411
- « Bibliothèques, lectures et apprentissage de princes français : l’exemple de Louis XV et de son fils ». 13e Colloque: Histoire de l’éducation avant 1750, Centre de Recherche Interdisciplinaire de l’Université de Bielefeld (ZIF), 9-11 novembre 2011: Livres scolaires et lectures dans la pratique d’enseignement (avant 1750), Revue Zeitschrift für Erziehungswissenschaft, n°17, 2012, p. 219-236. https://www.researchgate.net/profile/Pascale_Mormiche/publication/341161406_1-BIELEFELD-Definitif-2020pdf/data/5eb18d0292851cb267745cba/1-BIELEFELD-Definitif-2020.pdf?origin=publication_list
- « Instruments et pratique scientifique : l’évolution des choix et des pratiques dans le Cabinet de physique des enfants de France à Versailles d’après les inventaires des Menus-Plaisirs (1758-1765), Colloque sur les Sciences à Versailles, « Sciences et curiosités », Paru dans Bulletin du Centre de recherche du château de Versailles, La cour et les sciences : naissance des politiques scientifiques dans les cours européennes aux XVIIe et XVIIIe siècles (2011). Publié dans Archives Internationales d’Histoire des Sciences, sous la direct. de Robert Halleux, vol. 62, n°169, dec. 2012, Brepols, p. 477- 491. https://journals.openedition.org/crcv/11584
- « Éduquer le Dauphin : exempla, image du père, éducation exemplaire ? », Bulletin du Centre de recherche du château de Versailles 2014, publication électronique sur le site: https://journals.openedition.org/crcv/12368
- « Fidélités languedociennes et provençales du cardinal de Fleury à la cour de Versailles », Colloque sur les Méridionaux à Versailles, Centre de Recherche du Château de Versailles, juin 2006 (Mathieu Da Vinha, Frédéric d’Agay), publication électronique sur le site CRCV : https://journals.openedition.org/crcv/2123
- « Les Condé et les sciences : entre l’académie Bourdelot et l’éducation de Monsieur le duc (1670-1700)», dans Espaces de l’enseignement scientifique et technique, Acteurs, savoirs, institutions, XVIIe – XXe siècles,  dir. Virginie Champeau-Fonteneau et Renaud d’Enfert), Société Française d’Histoire des Sciences et des Techniques (SFHST-GHDSO-Université Paris-Sud 11) Congrès de Paris 2008, p. 15-30, Hermann, Histoire des sciences, 2011.
- « Aller au spectacle : le prince en représentation lorsqu’il va au spectacle », colloque « Spectacles et pouvoirs en Europe », Université de Bordeaux III, Biblio 17, n°193, actes du colloque du Centre de Recherches sur l’Europe classique et du Centre ARTES, édités par Marie-Bernadette Dufourcet, Charles Mazouer et Anne Surgers, Verlag, 2011.
- « De la grossesse à la naissance, calendrier protocolaire à la cour de France (1600-1789) », Naissance et petite enfance à la cour de France, Moyen-Âge- XIXe siècle, MSH Paris-Nord, Colloque Cour de France.fr, Septentrion, Villeneuve d’Ascq, 2016, p. 47-77. https://books.openedition.org/septentrion/10753?lang=fr
- « Etre nourrices des Enfants de France à la cour », dans Femmes à la cour de France. Charges et fonction, IAE, Cour de France.fr, Septentrion, Lille, 2018, p. 143-163. https://books.openedition.org/septentrion/132864?lang=fr
- « La géographie apprise aux princes : Bourguignon d’Anville et son élève Louis XV (1718-1730) », Journée d’étude BNF Cartes et Plans, sous la dir. de Catherine Hofman: « Jean-Baptiste d'Anville, un cabinet savant à l'époque des Lumières », Presses universitaires d’Oxford, 2018, p. 25-51.
- « Le deuil des maillots : mourir à la naissance chez les Enfants de France, XVIIe – XVIIIe siècles », dans La naissance au risque de la mort, Société d’histoire de la naissance (SHN), Paris, Marie-France Morel (dir.), Erès éditions, 2020, p. 103-128. https://www.cairn.info/la-naissance-au-risque-de-la-mort--9782749268897-page-103.htm
- « Comment transférer l’Institution du prince de Suède dans l’Encyclopédie (1756) ? », colloque Miroirs des princes, Princes aux miroirs, Université de Cergy-Pontoise, dir. Valérie Menes-Redorat et Catherine Marshall, Revue Française des idées politiques, n° 53, 2021, p. 125-155.https://www.cairn.info/revue-francaise-d-histoire-des-idees-politiques-2021-1-page-125.htm
- « Des cartes itinéraires pour les déplacements du jeune Louis XV (1724) », colloque L’itinérance de la cour de France (Moyen Âge-XIXe siècle), Paris, 4-5 avril 2019, Université Paris VIII et Centre d’études supérieures de la Renaissance Tours (CESR), Cour de France.fr, Éditions du Septentrion, 2021, p. 295-312. https://books.openedition.org/septentrion/126600
- « Grossesses et maternités à la cour, une affaire d'État », Revue « Sciences humaines »,  2022. https://www.scienceshumaines.com/grossesses-et-maternites-a-la-cour-une-affaire-d-etat_fr_45280.html
- « La culture instrumentale des princes, Éducation et environnement technique», Artefact, Le renouveau de l’histoire des instruments scientifiques, sous la dir. de Jérôme Lamy, 17, 2022, https://journals.openedition.org/artefact/12994
- « La Dauphine qui ne devenait pas grosse, n'inquiétait pas peu; L’infertilité à la cour de France ?», Colloque de la Société d'histoire de la naissance (SHN), Quand l’enfant ne vient pas… L’infertilité des couples d’hier à aujourd’hui», Namur, 2022, Eres, 2024.
- « Aîné et cadets, éducation chez les princes (xviie – xviiie siècles)», Colloque «Le frère du roi en Europe», Caen, 2021, Classique Garnier, 2024.
- « Les échanges de princesses : la complexité de déplacer une cour royale», Colloque Bergame,  « Femmes en voyage. Une cartographie d’expression française sous l’Ancien Régime », juin 2023, Classique Garnier, 2024.

Catalogues d'exposition:
-  « Les cabinets de curiosités dans l’éducation princière » dans Les Cabinets de curiosités, curiosités et éphémères, catalogue d’exposition de la Bibliothèque municipale de Versailles, Direction du livre et de la lecture, nov. 2004, p. 25-32.
- Octobre 2010, « Versailles, lieu d’enseignement des sciences », Exposition « Sciences et curiosités à Versailles » dir. Béatrix Saule, Catherine Arminjon, (Château de Versailles), p. 173-193, RMN, 2010.https://www.chateauversailles.fr/resources/pdf/fr/presse/dp_sciences.pdf
- Avril 2013 : « Éducation d’une Fille de France au temps des Lumières » Exposition sous la dir. de Juliette Trey, « Madame Élisabeth : une princesse au destin tragique », Domaine Madame Élisabeth, Versailles, Conseil Général, Silvane Editoriale, 2013.
- Septembre 2016- janvier 2017 : Exposition Le Grand Condé, sous la dir. de Mathieu Deldicque, Jeu de Paume, domaine de Chantilly, catalogue : article sur « Condé et les sciences ».
- 2018: « L’éducation de Louis-Philippe d’Orléans : entre le chevalier Bonnard et Mme de Genlis », catalogue de l’exposition Louis-Philippe, château de Versailles sous la dir. de Valérie Bajou, Somogy, 2018.
- « L’enfance à Versailles », Hors-série du magazine Le château de Versailles, ed. Hommel, septembre 2021. https://www.soteca-editions.fr/chateau-de-versailles-hors-serie-n7-enfants-a-versailles-quotidien-et-representations-au-chateau-par-pascale-mormiche/
- 2023: « La régence à Paris, (1715 - 1723) L'aube des Lumières "Musée d'Histoire de Paris - Carnavalet, 2023-2024.